# 온라인 체스

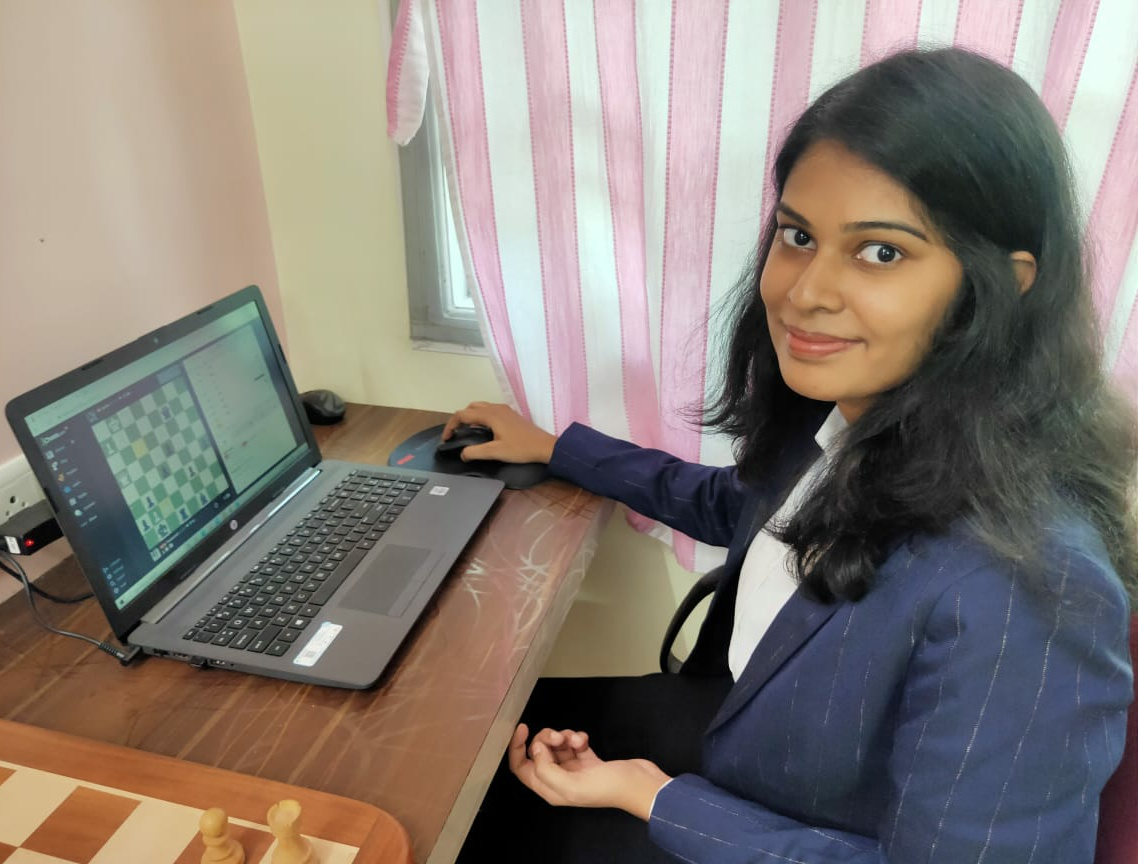
Chess.com에서 온라인 체스를 두는 P. V. Nandhidhaa

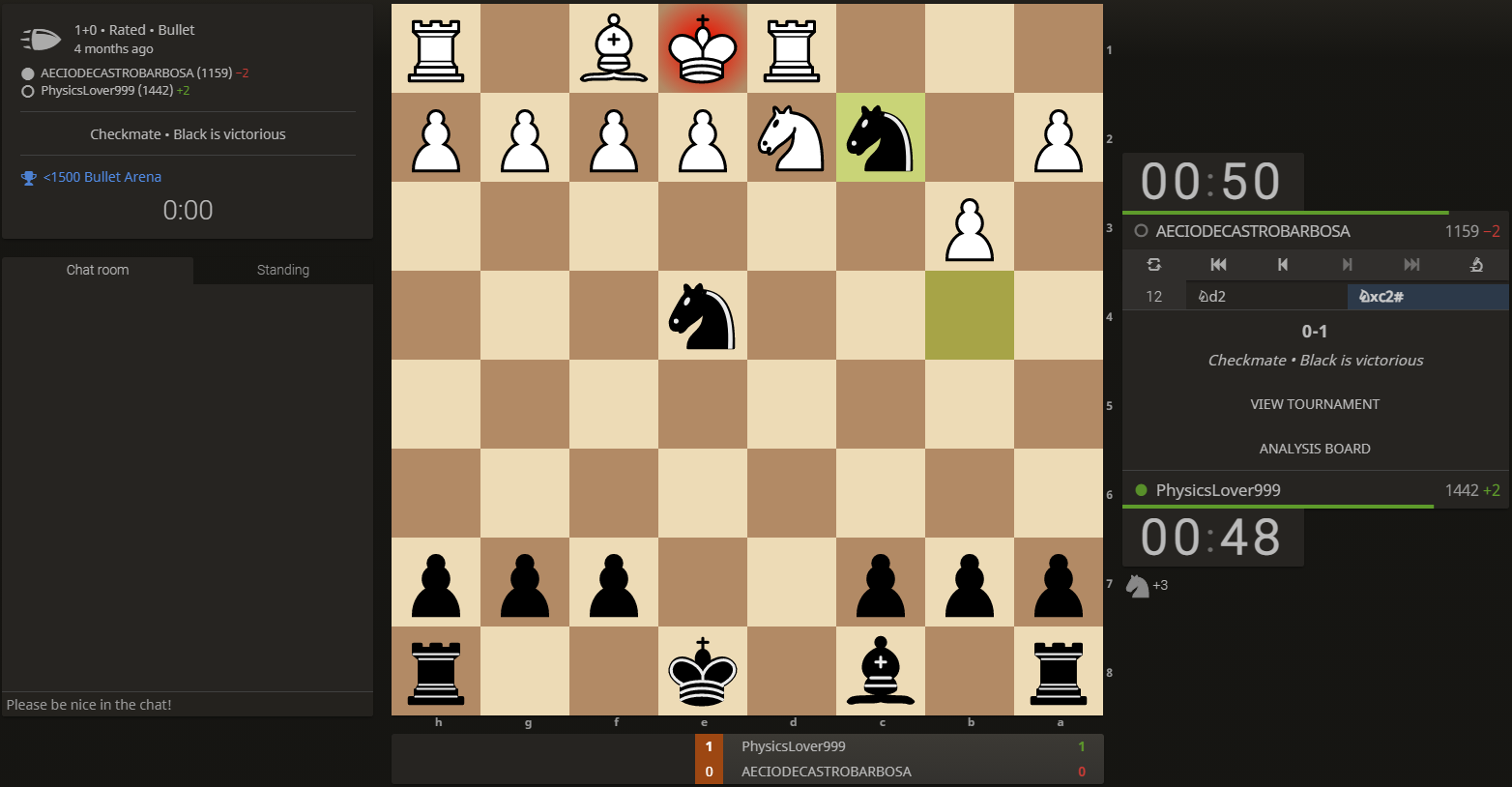
Lichess에서 스모더드 메이트로 끝난 체스 게임

온라인 체스는 인터넷을 통해 플레이하는 체스로, 플레이어들이 서로 대결할 수 있게 한다. 이는 1970년대 PLATO와 이메일을 통해 처음으로 비동기식으로 이루어졌다. 1992년, 인터넷 체스 서버는 텔넷을 통해 실시간 온라인 플레이를 가능하게 했고, 전 세계 여러 다른 텔넷 기반 시스템에 영감을 주었다. 웹 기반 플랫폼은 2010년대에 인기를 얻었고, 체스 라이브 스트리밍 추세와 함께 코로나19 범유행 중에 크게 성장했다.

## 역사

### 비동기식
온라인 체스는 1970년대 인터넷이 시작된 이래 PLATO 및 플레이 바이 이메일을 포함한 다양한 형태로 존재해 왔다.

### 체스 서버
인터넷 체스 서버는 인터넷을 통해 인간 상대와 라이브 체스를 플레이할 수 있는 첫 번째 방법이었다. 1992년, 마이클 무어와 리처드 내시는 사용자들이 텔넷을 통해 연결할 수 있는 아메리칸 인터넷 체스 서버(ICS)를 개발했다. 텍스트 전용 경험을 개선하기 위해 그래픽 인터페이스가 개발되었다. 1994년, 여러 버그를 해결하기 위해 서버 코드를 개선한 개발자 다니엘 슬리터는 이를 저작권으로 보호하고 인터넷 체스 클럽으로 상업화했다. 불만을 품은 전 사용자들과 개발자들은 이전 코드를 개선하여 프리 인터넷 체스 서버를 시작했다. 인기는 시들해졌지만, 두 서버 모두 2024년 현재도 활발히 운영되고 있다.

### 웹사이트
그래픽 인터페이스를 통해 플레이할 수 있었던 최초의 체스 웹사이트는 1995년에 출시된 Caissa.com (당시 Caissa's Web으로 알려짐)이었다. 그 이후로 수많은 체스 웹사이트가 개발되었다. 여기에는 Chess.com, Lichess, 그리고 chess24 (Chess.com에 인수되었다가 나중에 폐쇄됨)가 포함된다.

#### 성장
온라인 체스는 코로나19 범유행의 검역 기간 동안 성장이 급증했다. 이는 격리뿐만 아니라 2020년 10월에 개봉된 넷플릭스 미니시리즈 퀸스 갬빗의 인기로 인한 것이었다. 쇼가 첫 방영된 후 앱 스토어와 구글 플레이 스토어의 체스 앱 다운로드가 63% 증가했다. Chess.com은 11월에 이전 달보다 두 배 이상 많은 계정 등록을 기록했으며, Lichess에서 월별 게임 플레이 수도 두 배로 증가했다. 플레이어의 인구 통계도 변화하여 Chess.com의 여성 등록자 비율이 신규 플레이어의 22%에서 27%로 증가했다. 그랜드마스터 모리스 애슐리는 "보비 피셔 시대 이후로 보지 못했던 체스 붐이 일어나고 있다"고 말하며, 이러한 성장을 팬데믹 기간 동안 건설적인 무언가를 하고자 하는 욕구 증가에 기인했다. 미국 체스 연맹 여성 프로그램 디렉터 제니퍼 샤하데는 체스 조각을 재설정할 필요가 없고 매치메이킹이 거의 즉각적이기 때문에 체스가 인터넷에서 잘 작동한다고 말했다. 2023년, 유튜브는 온라인 체스 게임이 해당 연도에 40억 회 이상의 조회수를 기록했다고 밝혔다.

### 스트리밍
온라인 체스 라이브 스트리밍 또한 팬데믹 기간 동안 급증했다. 히카루 나카무라, 다니엘 나로드스키, 레비 로즈만과 같은 플레이어들과 다른 많은 이들이 트위치를 통해 체스를 스트리밍했으며, 2020년 3월부터 8월까지 플랫폼에서 총 4,100만 시간 이상의 체스가 시청되었다. Chess.com은 높은 수준의 체스 스트리머들과 협력하여 PogChamps를 조직했는데, 이는 인기 있는 인터넷 인물들 간에 치러진 아마추어 토너먼트로 트위치에서 스트리밍되었으며 한때 플랫폼에서 가장 많이 시청된 스트림이 되었다.

## 운영

### 레이팅 시스템
체스 웹사이트는 체스 레이팅 시스템을 기반으로 플레이어를 매치시킨다. 게임이 끝나면 레이팅이 즉시 업데이트되며 플레이어는 업데이트된 레이팅을 사용하여 새로운 게임을 찾을 수 있다. 인터넷 체스 클럽은 엘로 평점 시스템을 사용하는 반면, Chess.com은 글리코 평점 시스템을, Lichess는 글리코-2 평점 시스템을 사용하는데, 이들은 엘로의 현대적이고 더 복잡한 버전이다.

### 속도
오버 더 보드(OTB) 체스는 전통적으로 느린 대국 시간 설정으로 플레이되는데, 이는 플레이어에게 수를 생각할 더 많은 시간이 주어진다는 것을 의미한다. 온라인 체스는 종종 더 빠르게 플레이되며, Chess.com의 라이브 체스 게임 중 93.8%는 한 쪽당 10분 또는 그보다 빠른 대국 시간 설정으로 플레이된다. 국제 마스터 안나 루돌프는 "온라인 체스가 속기 체스로 전환되면서 게임에 흥미가 더해졌다"고 말했다.

### 프리무브
프리무브는 플레이어가 체스 프로그램에 다음 턴에 가능한 경우 특정 수를 두도록 지시하는 것이다. 프리무브는 온라인 체스에만 있는 기능이다. 인터넷 체스 클럽, 프리 인터넷 체스 서버, Chess.com, Lichess를 포함한 많은 체스 웹사이트에서 제공한다. Chess.com은 플레이어가 한 번에 여러 프리무브를 할 수 있도록 허용한다. 인터넷 체스 클럽은 프리무브를 사용하는 플레이어를 차단할 수 있도록 한다.

## 부정행위
온라인 부정행위는 모든 수준의 플레이에 큰 영향을 미친 문제이다. 이는 보통 주어진 위치에서 최선의 수를 얻기 위해 체스 엔진을 사용하는 방식으로 이루어지지만, 샌드배깅 및 레이팅 조작과 같은 다른 형태를 취할 수도 있다. Chess.com은 2020년 8월에 부정행위로 인해 매일 약 500개의 계정을 폐쇄하고 있다고 밝혔으며, 그중 일부는 그랜드마스터와 타이틀 플레이어였다.
높은 수준의 체스 토너먼트는 코로나19 팬데믹 기간 동안 국제 체스 연맹 온라인 네이션스 컵과 망누스 칼센 체스 투어를 포함하여 대부분 온라인으로 진행될 수밖에 없었다. 이 토너먼트들은 Chess.com 및 chess24와 같은 웹사이트에서 진행되었지만, 부정행위를 방지하기 위해 웹캠 사용 및 화면 공유에 대한 추가 규칙을 적용했다. 일부 토너먼트에서는 휴식이나 돌아다니기 위해 컴퓨터를 떠나는 것을 허용하지 않았는데, 이는 대면 토너먼트에서는 일반적으로 허용되었을 것이다.

## 같이 보기
- 인터넷 체스 플랫폼 목록
- 인터넷 체스 서버
- 컴퓨터 체스
- 파이체스
- 우편 체스